# Jacinto (Minas Gerais)
Jacinto es un municipio brasileño del estado de Minas Gerais. Se localiza a una latitud 16º08'40" sur y a una longitud 40º17'36" oeste, estando a una altitud de 180 metros. Está localizado en la zona geográfica del Medio Bajo Jequitinhonha, situado a 830 km de la capital Belo Horizonte. Su población estimada en 2007 era de 12.422 habitantes. 
Posee un área de 1395,3 km². 